# Carl Radle
Carl Dean Radle est un bassiste de rock né le 18 juin 1942 à Tulsa dans l'Oklahoma aux États-Unis, et mort le 30 mai 1980. Il a notamment collaboré avec Eric Clapton, Dave Mason, J.J. Cale, George Harrison, Joe Cocker et Buddy Guy. Il a accompagné Eric Clapton pendant 8 ans et 9 albums depuis Delaney, Bonnie and Friends jusqu'à l'album Backless en 1978. Eric Clapton lui a dédié son album Another Ticket.

## Biographie
Carl Radle commence à jouer au début des années 1960 dans des clubs de Tulsa en compagnie de camarades de lycée, parmi lesquels Leon Russell et J. J. Cale. Leon Russell est le premier à tenter sa chance en tant que musicien en Californie et il y hébergera régulièrement ses camarades. Une fois lui aussi parti en Californie, Carl Radle joue un temps avec le groupe Skip & Flip (en) de Skip Battin,. N'arrivant pas à vivre de sa musique, il repart à Tulsa au bout d'un an puis, en 1964, s'engage pour un an dans l'Air National Guard au Texas.
En 1965, alors qu'il est de nouveau à Tulsa, Leon Russell lui propose un engagement en Californie avec le groupe Gary Lewis & the Playboys,. Carl Radle joue avec ce groupe jusqu'à la dissolution de celui-ci au début de l'année 1967. Il enchaîne ensuite les travaux en studio (notamment avec John Lee Hooker), les apparitions dans des clubs et les participations à des albums comme ceux de The Coulours (groupe où il retrouve un de ses camarades de Tulsa, Chuck Blackwell).
À la fin des années 1960, Leon Russell le présente à Delaney & Bonnie. C'est en jouant pour Delaney & Bonnie qu'il rencontre Eric Clapton et l’accompagne. Delaney & Bonnie fait d'abord les premières parties de Blind Faith, puis après la fin de ce groupe, Clapton rejoint Delaney & Bonnie pour une tournée qui donnera On Tour with Eric Clapton.
À la suite de la dissolution de Delaney & Bonnie, Carl Radle rejoint Joe Cocker, avec Leon Russell, pour l'album Mad Dogs and Englishmen (album) en 1970. De son côté Bobby Whitlock commence à rassembler des musiciens, dont le batteur Jim Gordon, pour former un nouveau groupe avec Eric Clapton. Clapton, Whitlock, Radle et Gordon sont également ensemble pour participer aux séances d'enregistrement de All Things Must Pass de George Harrison. C'est de l'association de ces quatre musiciens que naîtra l'éphémère groupe Derek and the Dominos qui enregistra Layla and Other Assorted Love Songs,.
L'association de Carl Radle avec Eric Clapton durera jusqu'à Backless, paru à la fin de l'année 1978. À l'été 1979, Clapton décide de se séparer de tout son groupe, dont Carl Radle remplacé par Donald Duck Dunn. Carl Radle meurt en mai 1980 d'une infection rénale provoquée par l'addiction à la drogue et l'alcool,. Pour certains, dont Ron Wood, cette séparation, vécue comme une ingratitude par Carl Radle, est responsable de sa mort.
Clapton lui dédiera l'album Another Ticket paru en 1981.

## Citation
« C'est notre leader ; il est le plus âgé de tous et le rocher sur lequel nous nous appuyons. Lorsque j'ai un problème, c'est lui qui me le résout, car il sait être un guide spirituel capable d'interpréter ce qui arrive dans la vie. Il a toutes les réponses dont on a besoin. »

— Eric Clapton, cité part Vincente Escudero, dans Eric Clapton, Collection Images du Rock, 1995, p.56.

## Discographie
- Delaney & Bonnie & Friends, On Tour with Eric Clapton, live (1970)
- Derek and the Dominos, Layla and Other Assorted Love Songs (1970)
- Eric Clapton, Eric Clapton (1970)
- Dave Mason, Alone Together (en) (1970)
- Joe Cocker, Mad Dogs and Englishmen (1970)
- George Harrison, The Concert for Bangladesh (1971)
- J.J. Cale, Naturally (1972)
- Eric Clapton, 461 Ocean Boulevard (1974)
- Eric Clapton, There's One in Every Crowd (1975)
- Eric Clapton, E.C. Was Here, live (1975)
- Eric Clapton, No Reason to Cry (1976)
- Eric Clapton, Slowhand (1977)
- Eric Clapton, Backless (1978)
- J.J. Cale, 5 (1979)